# San Bernardino de Siena predicando ante Alfonso V de Aragón
San Bernardino de Siena predicando ante Alfonso V de Aragón es un lienzo realizado por Francisco de Goya para la Basílica de San Francisco el Grande de Madrid, donde aún se conserva, en la década de 1780.

## Descripción
Goya era, en esa época, un reputado pintor de cartones para tapices; pero la crisis de Gibraltar, producida al inicio del decenio, provoca la escasez de encargos públicos y hace que el interés del artista se traslade a obras de índole más privada.
No se ha dilucidado si Goya quiso representar al monarca aragonés Alfonso V el Magnánimo o a Renato I de Nápoles. El artista emprendió esta obra con el fin de ganarse el favor del rey Carlos III, amoldando su forma de pintar al gusto neoclásico que tanto agradaba al Rey. Esto es patente en la ordenación geométrica de la composición, en forma piramidal. Se considera que es una de las obras religiosas más logradas de Goya, junto al Cristo en la cruz, efectuada en esa misma época.
El aragonés crea una magnífica visión de sí mismo en este cuadro, al autorretratarse en el joven del extremo derecho. El violento escorzo, con una vista de abajo hacia arriba, donde se sitúa el santo, lo utilizará posteriormente en las pinturas al fresco de la Ermita de San Antonio de la Florida. El variado y luminoso colorido recuerda las pinturas de cartones para tapices; sin embargo, la individualización de los rostros y el verismo del grupo de cortesanos de la parte inferior, aleja esta pintura del matizado idealismo que había practicado Goya hasta entonces.